# Austrolebias
Austrolebias är ett släkte av fiskar. Austrolebias ingår i familjen Rivulidae.

## Dottertaxa tillAustrolebias, i alfabetisk ordning[1]
- Austrolebias adloffi
- Austrolebias affinis
- Austrolebias alexandri
- Austrolebias apaii
- Austrolebias arachan
- Austrolebias bellottii
- Austrolebias carvalhoi
- Austrolebias charrua
- Austrolebias cheradophilus
- Austrolebias cinereus
- Austrolebias cyaneus
- Austrolebias duraznensis
- Austrolebias elongatus
- Austrolebias gymnoventris
- Austrolebias ibicuiensis
- Austrolebias jaegari
- Austrolebias juanlangi
- Austrolebias litzi
- Austrolebias luteoflammulatus
- Austrolebias melanoorus
- Austrolebias minuano
- Austrolebias monstrosus
- Austrolebias nachtigalli
- Austrolebias nigripinnis
- Austrolebias nigrofasciatus
- Austrolebias nioni
- Austrolebias nonoiuliensis
- Austrolebias paranaensis
- Austrolebias patriciae
- Austrolebias paucisquama
- Austrolebias periodicus
- Austrolebias prognathus
- Austrolebias reicherti
- Austrolebias robustus
- Austrolebias toba
- Austrolebias univentripinnis
- Austrolebias vandenbergi
- Austrolebias varzeae
- Austrolebias vazferreirai
- Austrolebias viarius
- Austrolebias wolterstorffi

## Bildgalleri

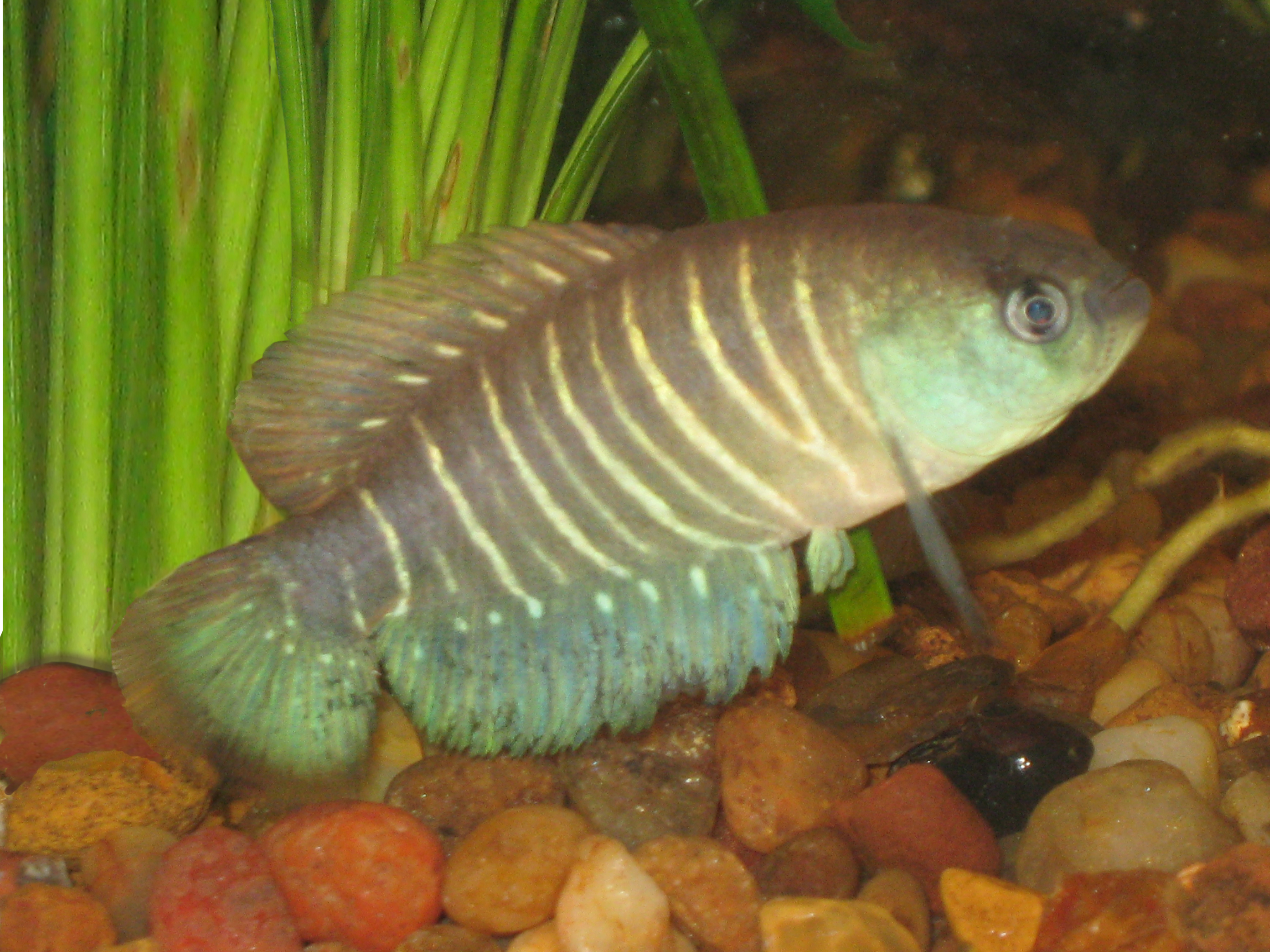
Austrolebias arachan